# Padbruggea maingayi
Padbruggea maingayi là một loài thực vật có hoa trong họ Đậu.

## Lịch sử phân loại
Loài này được John Gilbert Baker mô tả khoa học đầu tiên năm 1876 dưới danh pháp Millettia maingayi. Năm 1911, Stephen Troyte Dunn chuyển nó sang chi Padbruggea.
Năm 1994, Anne M. Schot chuyển nó sang chi Callerya và đồng nhất nó với Callerya dasyphylla. Năm 2019, Compton et al. phục hồi lại chi Padbruggea và chuyển nó trở lại chi này trong vai trò của một loài độc lập với Padbruggea dasyphylla.

## Mẫu định danh
Maingay 2757 do nhà thực vật học người Anh Alexander Carroll Maingay (1836-1869) thu thập tại Singapore khoảng năm 1867–1868, = mẫu có 2 quả chín, 1 lá chét và vài mẩu thân ở bên trái của K000881019 (lectotype), lưu giữ tại Vườn Thực vật Hoàng gia tại Kew (K). Mẫu chỉ có vài lá chét và vài mẩu thân ở bên phải là Maingay 605, được gửi tới Kew năm 1871.

## Phân bố
Loài này có tại Indonesia (Java), Malaysia (bán đảo Mã Lai), Singapore.

## Mô tả
Cuống hoa dài 3–4 mm; lá bắc hoa 4 × 1 mm, thẳng; lá bắc con dài 3–6 mm; lá 13–17 lá chét; lá chét hình elip, giống như da, dài 3,8–5 cm, đỉnh tù, rậm lông nhung màu nâu trên cả hai mặt, mép lá cuốn ngoài. Quả đậu thuôn dài, dạng gỗ, không nứt, 10 × 6,4 × 2,5 cm, thuôn tròn cả hai đầu, lông nhung ngắn màu nâu, ngang qua bề mặt là các khe dọc sâu.